# Malabarlärka
Malabarlärka (Galerida malabarica) är en fågel i familjen lärkor inom ordningen tättingar, endemisk för sydvästra Indien.

## Utseende
Malabarlärkan är en medelstor, 16 centimeter lång, kraftig och kortstjärtad lärka med tydlig tofs på huvudet. Ovansidan är rödbrun och kraftigt streckad och bröstet rostbeige med markant svart fläckning. Yttre stjärtpennorna är blekt roströda, liksom undre vingtäckarna. Jämfört med deccanlärkan (Galerida deva) som den delvis delar utbredningsområde med är näbben längre och har beigevitt på buk och flanker.

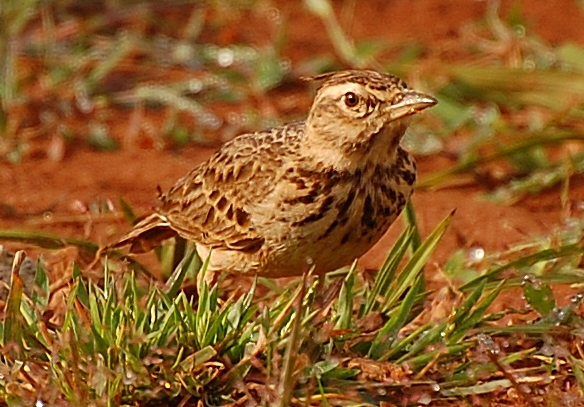

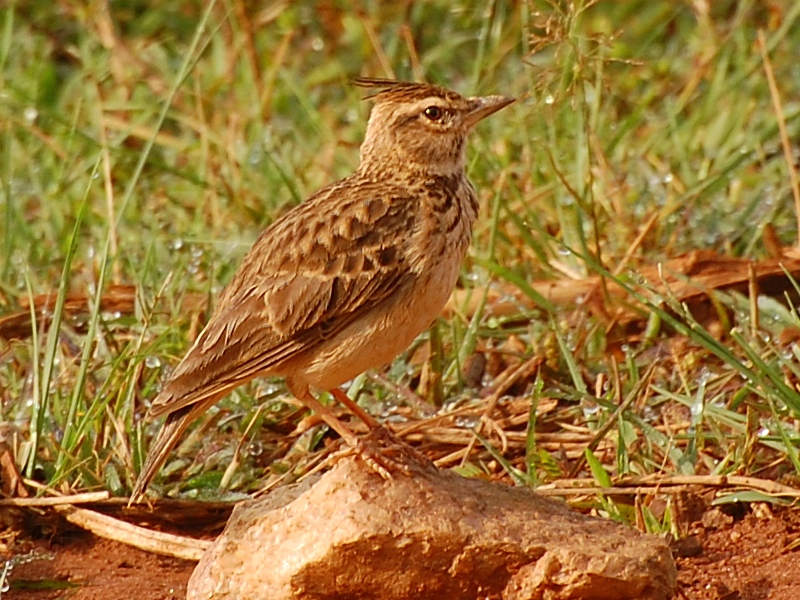

## Läte
Sången liknar tofslärkans. Lätet beskrivs i engelsk litteratur som ett "chew chew yu".

## Utbredning och systematik
Malabarlärkan förekommer enbart i torra västra delen av Indien, söderut från sydöstra Gujarat. Den behandlas som monotypisk, det vill säga att den inte delas in i några underarter. DNA-studier visar att den möjligen är systerart till den nordafrikanska maghreblärkan (G. macrorhynchus) tidigare och i viss mån fortfarande behandlad som underärt till tofslärka (G. cristata).

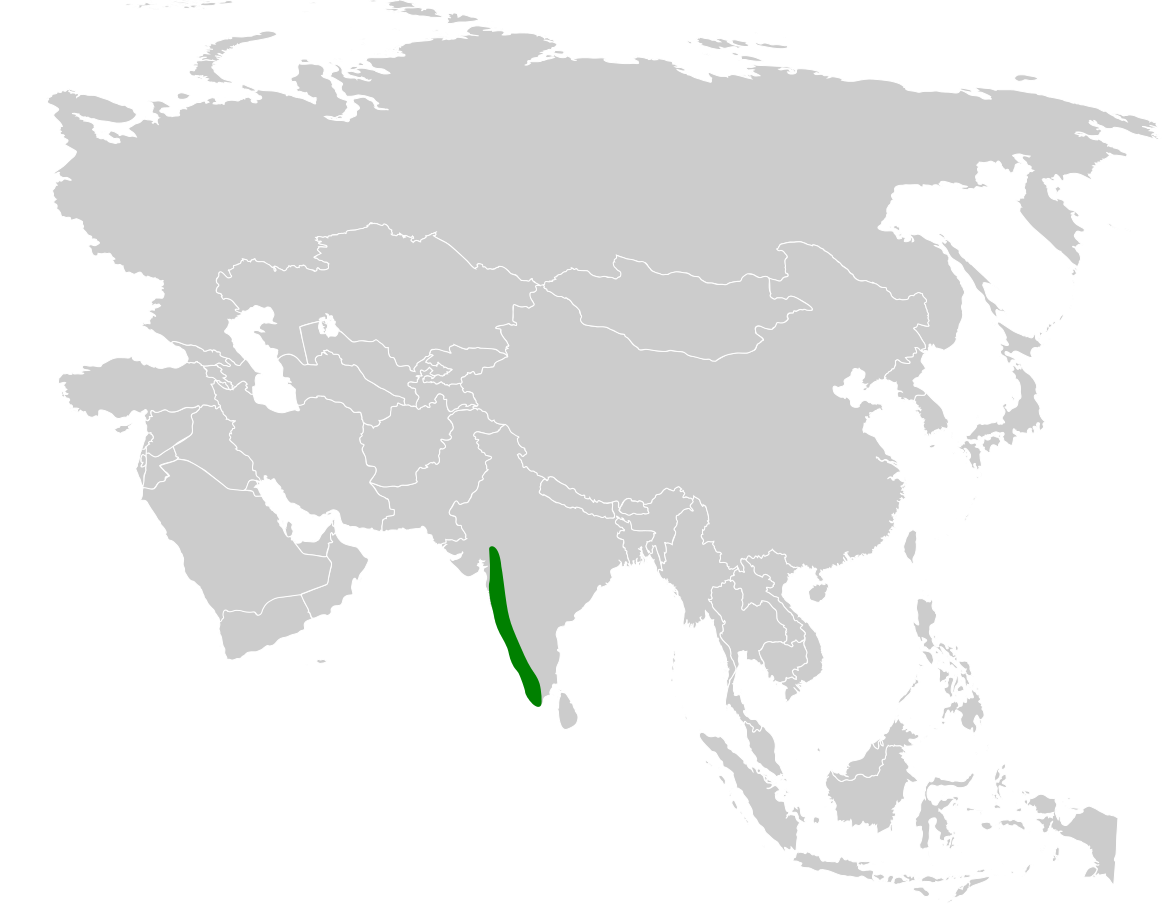
Malabarlärkans begränsade världsutbredning.

## Levnadssätt
Fågeln påträffas i jordbruksbygd, grästäckta kullar samt i öppet busklandskap. Födan är dåligt känd, men tros bestå av frön och ryggradslösa djur. Den häckar under årets alla månader, möjligen undantaget de fuktigaste (juni-juli).

## Status och hot
Arten har ett relativt stort utbredningsområde och en stabil populationsutveckling, och tros inte vara utsatt för något substantiellt hot. Utifrån dessa kriterier kategoriserar internationella naturvårdsunionen IUCN arten som livskraftig (LC). Världspopulationen har inte uppskattats men den beskrivs som lokat vanlig.

## Namn
Malabar är ett område i södra Indien mellan Västra Ghats och Arabiska havet, belägen på Malabarkusten i nuvarande delstaten Kerala.